# Четеа (Бихор)
Четеа (рум. Cetea) насеље је у Румунији у округу Бихор у општини Бород. Oпштина се налази на надморској висини од 331 m.

## Становништво
Према подацима из 2002. године у насељу је живело 311 становника, од којих су сви румунске националности.